# Robert Southey
Robert Southey (12. srpna 1774 Bristol – 21. března 1843 Keswick) byl anglický romantický básník, historik, životopisec a překladatel, přítel tzv. jezerních básníků Williama Wordswortha a Samuela Taylora Coleridgeho.

## Život
Pocházel z rodiny obchodníka s plátnem. Většinu dětství strávil v Bathu u své tety. Studoval na Westminsterské škole, odkud byl vyloučen za vydání článku proti tělesným trestům studentů ve svém časopise The Flagellant. Následně studoval teologii na Balliol College na Oxfordské univerzitě, ale studium neukončil. Seznámil se s Coleridgem, se kterým jej spojoval obdiv k Francouzské revoluci (později ale odsuzoval francouzské výboje) a se kterým napsal divadelní hru The Fall of Robespierre (1794, Robesiperrův pád). Rovněž s nín pořádal v Bristolu politické přednášky a plánoval založení utopické osady Pantisokracie v Pensylvánii, ale jejich plán se nepodařilo uskutečnit. Oba přátelé se roku 1795 oženili se sestrami Frickerovými (Southey s Edith, Coleridge se Sárou).

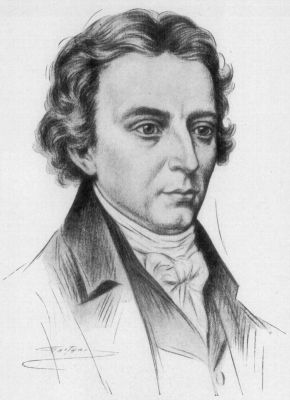
Robert Southey

Brzy po svatbě odjel na půl roku do Španělska a Portugalska, kde studoval tamější literaturu. Po návratu vstoupil do právnické školy Gray's Inn, ale ani zde dlouho nevydržel. Trvale se usadil v anglické jezerní oblasti Lake District, začal vydávat své epické básně vyznačující se skvělou formou a stal se velmi oblíbený. Roku 1813 se stal oficiálním dvorním básníkem, když přijal titul Poet Laureate, který předtím odmítl Walter Scott, a byl oficiálně pověřen sepsáním životopisu lorda Nelsona. Roku 1820 se dostal do sporu s Georgem Gordonrm Byronem kvůli své apoteóze na choromyslného krále Jiřího III. A Vision of Judgement (Vidění soudu) napsané po králově smrti a obsahující i útoky na Byrona, kterou Byron vtipně odsoudil. Po smrti své manželky Edith se roku 1839 znovu oženil s Caroline Anne, dcerou kapitána indické společnosti Charlese Bowlese, která sama byla úspěšnou spisovatelkou. Roku 1840 by raněn mrtvicí a zůstal v bezvědomém stavu až do smrti.

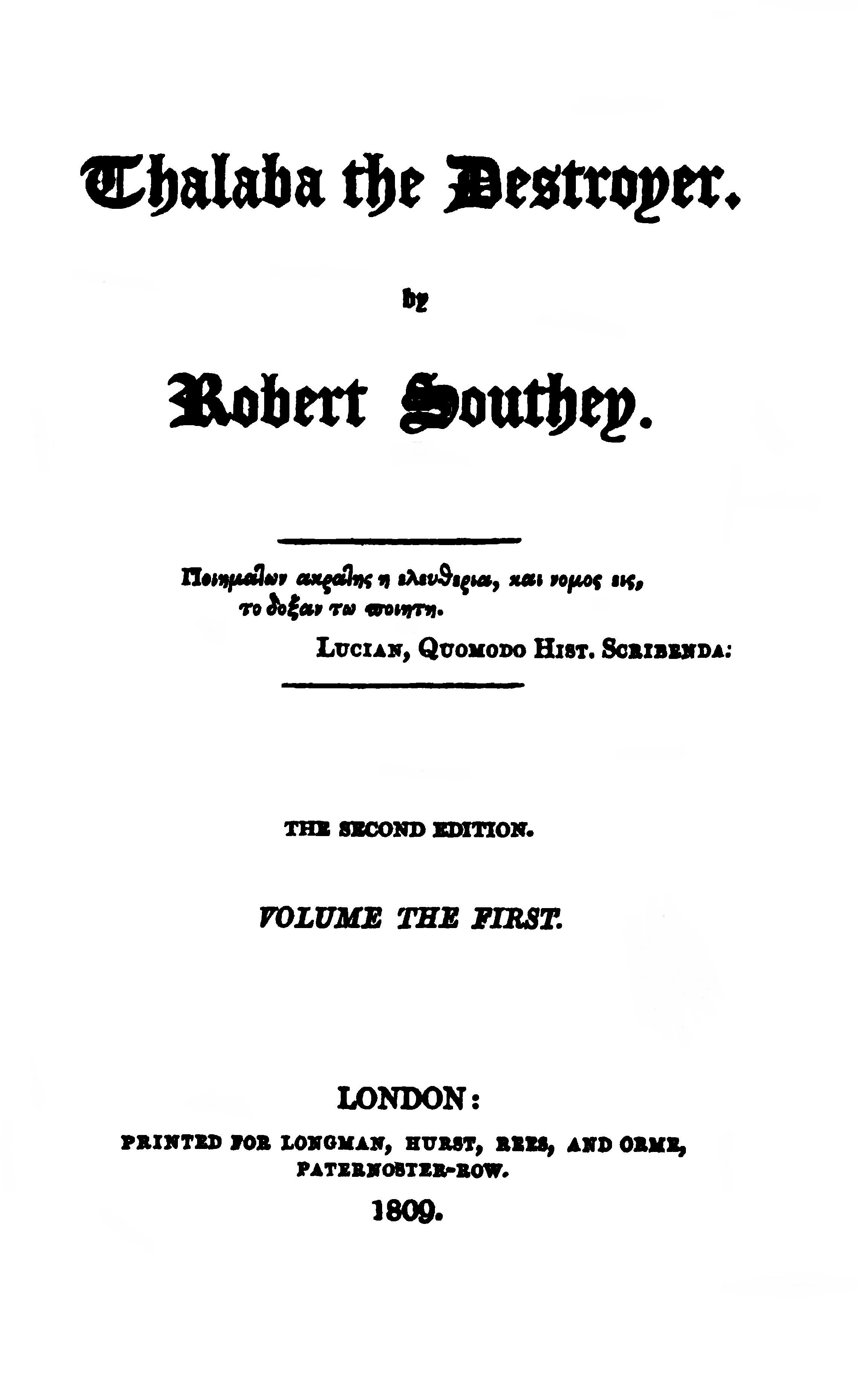
Thalaba zhoubce, druhé vydání z roku 1809

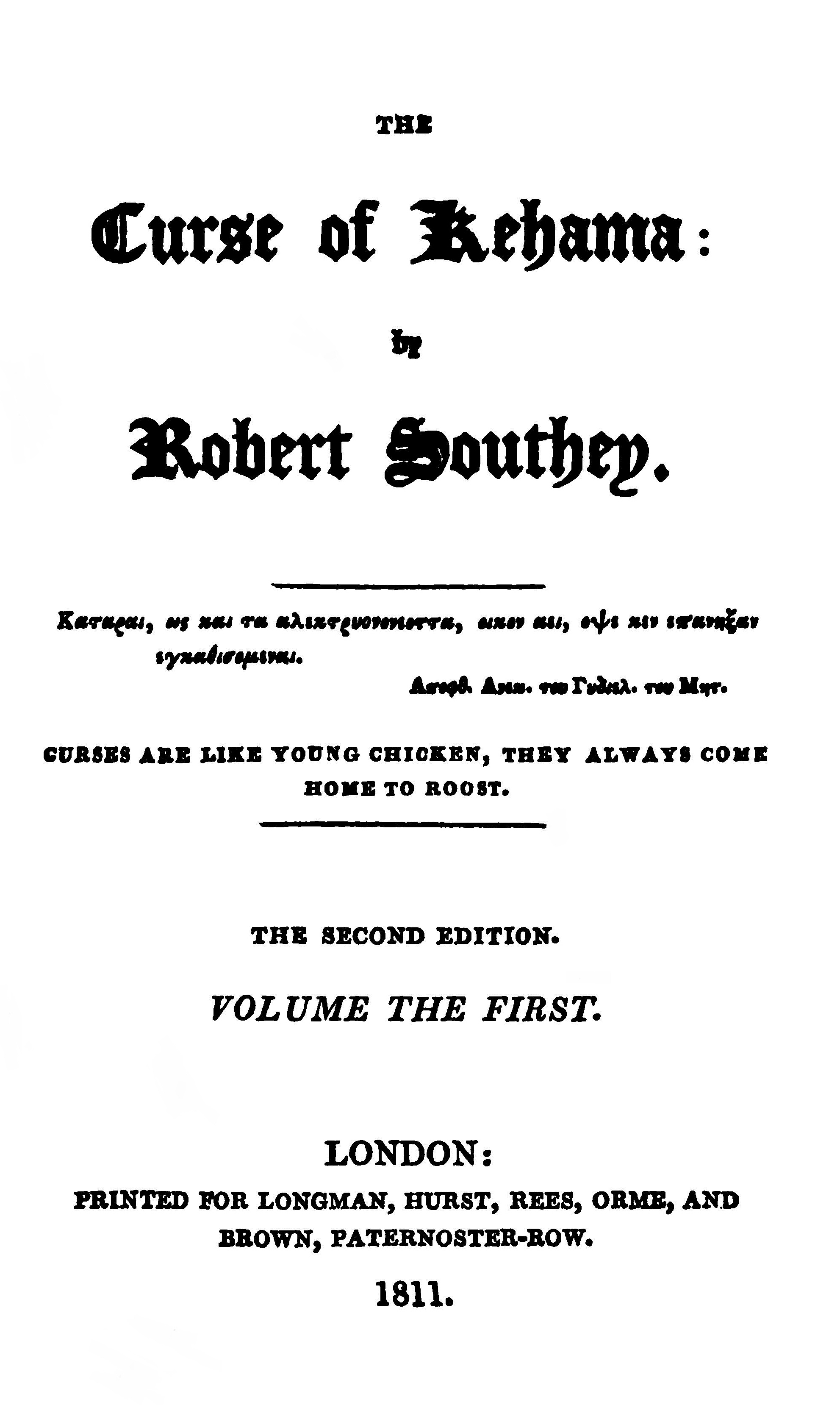
Kehamova kletba, druhé vydání z roku 1811

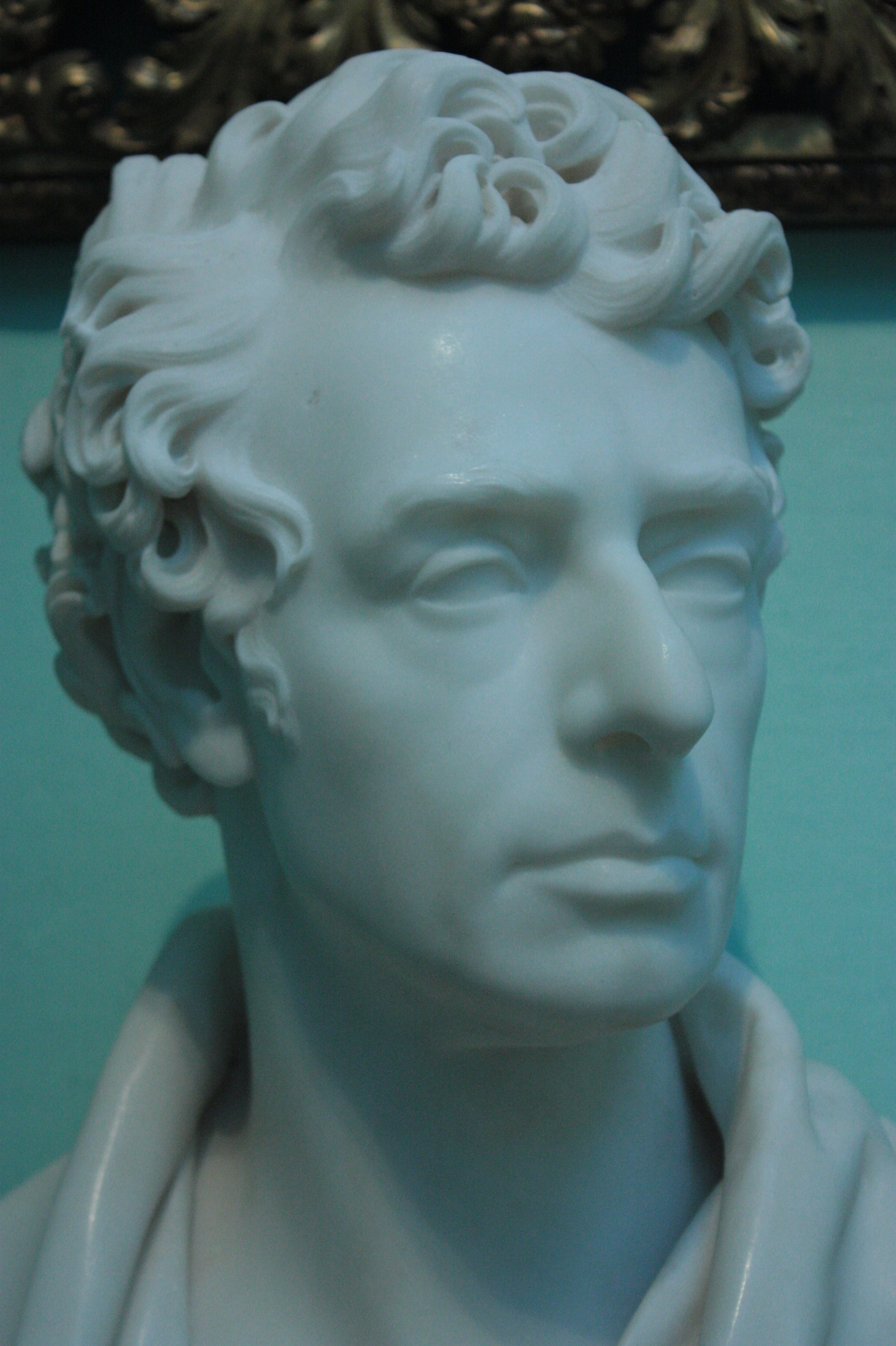
Robert Southey roku 1832, autor sochy Francis Leggatt Chantrey

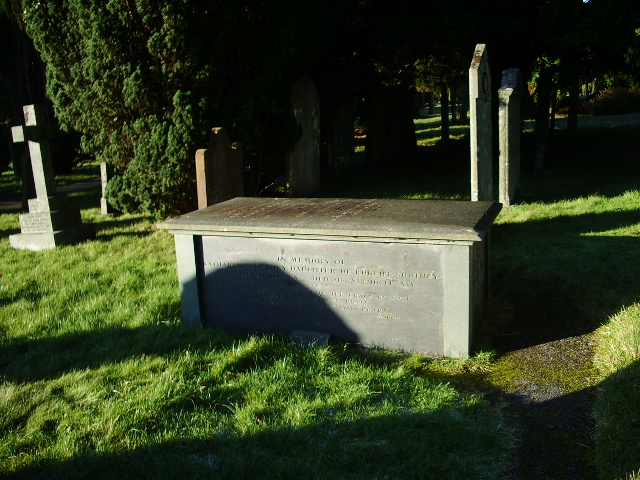
Básníkův hrob v Keswicku

Působil také jako historik, životopisec a editor. Věnoval se především dějinám napoleonských válek, historii Brazílie, životopisům britských admirálů, překladům ze španělštiny (Amadís Waleský, Píseň o Cidovi) a vydávání starých anglických literárních textů (například Artušova smrt). Ačkoliv je jeho sláva poněkud zastíněna jeho současníky a přáteli Wordsworthem a Coleridgem, těší se Southeyho verše trvalé oblibě.

## Výběrová bibliografie
- The Fall of Robespierre (1794, Robespierrův pád), divadelní hra napsaná společně se Samuelem Taylorem Coleridgem.
- Joan of Arc (1796, Jana z Arku), epická báseň končící korunováním Karla VII.
- Poems (1797, Básně), básnická sbírka.
- Letters Written During a Short Residence in Spain and Portugal (1797, Listy napsané během krátkého pobytu ve Španělsku a Portugalsku), zážitky z cest.
- St. Patrick's Purgatory (1798, Očistec sv. Patrika], balada.
- The Battle of Blenheim (1798, Bitva u Blenheimu), protiválečná báseň týkající se bitvy u Blenheimu.
- The Devil's Thoughts (1799, Ďáblovy myšlenky), báseň, společně s Coleridgem, roku 1827 upraveno a vydáno pod názvem The Devil's Walk (Ďáblova procházka).
- English Eclogues (1799, Anglické eklogy), básně.
- Thalaba the Destroyer (1801, Thalaba zhoubce), epická báseň z arabského prostředí o chlapci, který bojuje se zlými kouzelníky.
- The Inchcape Rock (1802, Inchcapské skály), balada o varovném zvonu, umístěném ve 14. století na pískovcový útes u pobřeží Skotska.
- Madoc (1805), epická báseň o velšském princi, který ve 12. století uprchl před náboženským konfliktem do Ameriky, kde se střetl s Aztéky kvůli jejich provozování krvavých lidských obětí.
- Letters from England by Don Manuel Alvarez Espriella (1807, Listy z Anglie od dona Manuela Alvareze Esprielly), dílo zaměřené na sociální problematiku,
- Curse of Kehama (1810, Kehamova kletba), fantastická epická báseň založená na indických pověstech vyprávějící o knězi Kehamovi, který se snaží ovládnout démonické síly, aby se stal se bohem.
- History of Brazil (1810–1819, Dějiny Brazílie), tři svazky.
- Omniana (1812), eseje.
- The life of Horatio, Lord Viscount Nelson, (1813, Život Nelsonův), životopis admirála Horatia Nelsona.
- Roderick the Last of the Goths (1814, Roderik, poslední Gót), epická báseň popisující pád Vizigótské říše pod nájezdy Arabů na počátku 8. století.
- Wat Tyler (1817), divadelní hra ve verších o Watovi Tylerovi, vůdci anglického selského povstání v roce 1381.
- Cataract of Lodore (1820, Vodopád Lodorský), báseň
- The Life of Wesley and Rise and Progress of Methodism (1820, Život Wesleyho), životopis Johna Wesleyho, jednoho z prvních vůdců metodistického hnutí.
- A Vision of Judgement (1821, Vidění soudu), apoteóza choromyslného krále Jiřího III. napsaná po jeho smrti a obsahující i útoky na básníka Georga Gordona Byrona.
- History of the Peninsular War (1823–1832, Dějiny poloostrovní války), dějiny španělské války za nezávislost během napoleonských válek v letech 1808–1814.
- Lives of the British Admirals, with an Introductory View of the Naval History of England (1833–1840, Životy britských admirálů s úvodním pohledem na námořní historii Anglie), pět svazků.
- The Doctor (1834-1837, Lékař), sedm anonymně vydaných almanachů obsahujících různé příběhy a anekdoty, včetně klasického díla pro děti The Story of the Three Bears (1837, Příhody tří medvědů).
- The poetical works of Robert Southey (1837, Básnická díla Roberta Southeyho), souborné vydání básnických spisů, které Southey sám uspořádal.

## Filmové adaptace
- Nelson (1918), britský němý film podle básníkova životopisu lorda Nelsona, režie Maurice Elvey.[7]
- Goldie Locks and the Three Bears (1922, Zlatovláska a tři medvědi), americký animovaný němý film, režie Walt Disney.[7]
- Nelson (1926), britský němý film podle básníkova životopisu lorda Nelsona, režie Walter Summers.[7]
- The Three Bears (1939, Tři medvědi), americký krátký animovaný film, režie Mannie Davis.[7]
- Los tres Ositos (1999, Tři medvědi), španělský animovaný dvoudílný televizní film, reřie Josep Viciana.[7]
- Goldie and Bear (2015–2018, Zlatovláska a medvídek), americký animovaný televizní seriál na motivy básníkova příběhu, režie Chris Gilligan.[7]

## Česká vydání
- Moderní básnící angličtí, Praha: Josef R. Vilímek 1898, svazek obsahuje mimo jiné devět Southeyových básní, přeložil Jaroslav Vrchlický.
- Thalaba zhoubce , Kladno: Jaroslav Šnajdr 1925, přeložil František Krsek,
- Jezerní básníci, Praha: Mladá fronta 1999, výbor představuje básnickou tvorbu představitelů tzv. jezerní školy anglického romantismu Williama Wordswortha, Samuela Taylora Coleridgeho a Roberta Southeyho, přeložil Zdeněk Hron.
- Tušivá rozpomnění: jezerní básníci, Praha: Jitro 2010, antologie z díla anglických raných romantiků, přeložil Václav Renč.